# Prospalta scherdlini
Prospalta scherdlini là một loài bướm đêm trong họ Noctuidae.